# Tobolac
Tobolac (cyr. Тоболац) – wieś w Serbii, w okręgu rasińskim, w gminie Trstenik. W 2011 roku liczyła 407 mieszkańców.